# Liste der Gouverneure der nigerianischen Regionen
Diese Liste führt die Gouverneure der nigerianischen Regionen von 1957 bis 1967 auf.
Die Gliederung in drei Regionen wurde 1957 von der britischen Kolonialverwaltung im Zuge der Dezentralisierung Nigerias eingeführt und nach der Unabhängigkeit im Jahr 1960 beibehalten, wobei 1963 die vierte Region Midwest von Western abgespalten wurde. 1967 wurden die Regionen durch Bundesstaaten ersetzt, die ebenso wie die Regionen von Gouverneuren verwaltet werden.

## Eastern
- Clement Pleass (1954–1956)
- Robert Stapledon (1956–1960)
- Francis Ibiam (1960–1966)
- Chukwuemeka Odumegwu (1966–1967)

## Northern
- Bryan Sharwood-Smith (1954–1957)
- Gawain Westray Bell (1957–1962)
- Kashim Ibrahim (1962–1966)
- Hassan Usman Katsina (1966–1967)

## Western
- John Dalzell Rankine (1954–1960)
- Adesoji Aderemi (1960–1962)
- Joseph Odeleye Fadahunsi (1962–1966)
- Adekunle Fajuyi (1966)
- Robert Adeyinka Adebayo (1966–1967)

## Midwest
- Dennis Osadebay (Administrator 1963–1964)
- Jereton Mariere (1964–1966)
- David Ejoor (1966–1967)
- Albert Nwazu Okonkwo (biafranischer Militäradministrator 1967)